# Alpine A610
L'Alpine A610 (aussi nommée Renault A610 pour le marché britannique) est un coupé haut de gamme présenté en 1991 au salon international de l'automobile de Genève. Elle fut produite par le constructeur français Alpine. Elle succède aux GTA. Il s'agit de la dernière génération d'Alpine produite, avant la renaissance de la marque en 2017.

## Conception
La conception des A610 reprend celle des Alpine GTA. Le châssis-poutre supporte une carrosserie en matériaux synthétiques. Le moteur est installé en porte-à-faux arrière comme sur les Porsche 911. Les moteurs sont des V6 PRV. Il y a quatre places en combinaison 2+2 dans l'habitacle.

### Gamme
Un seul modèle est lancé à l'origine. Il y aura deux séries limitées plus tard :
- A610, présentée en mars 1991 ;
- A610 Albertville 92, présentée en novembre 1991. À l'occasion des jeux olympiques d'hiver à Albertville en 1992, Renault présente une série complète de modèles de sa gamme en version très haut de gamme. L'Alpine y est présente en seulement deux exemplaires. Ces automobiles serviront à transporter les personnalités sur place pendant les jeux olympiques. Elles seront vendues en tant qu'occasions. Elles arborent une livrée spécifique Blanc Gardenia, des jantes peintes en blanc avec bordure usinée brillante, des décorations latérales, une sellerie gris clair avec passepoil bleu électrique. Le lecteur CD est installé en série ;
- A610 Magny-Cours, présentée en juin 1992. Elle célèbre la victoire d'une Formule 1 Williams-Renault au Grand Prix de France à Magny-Cours en juillet 1991. Trente et un exemplaires sont produits. Ses spécificités sont : peinture vert nacrée vernis, décoration latérale, jantes peintes en vert avec bordure usinée brillante, des décorations latérales, l'intérieur est réalisé dans un cuir noir spécifique de très grande qualité. Le lecteur CD est installé en série.

### Carrosserie, design

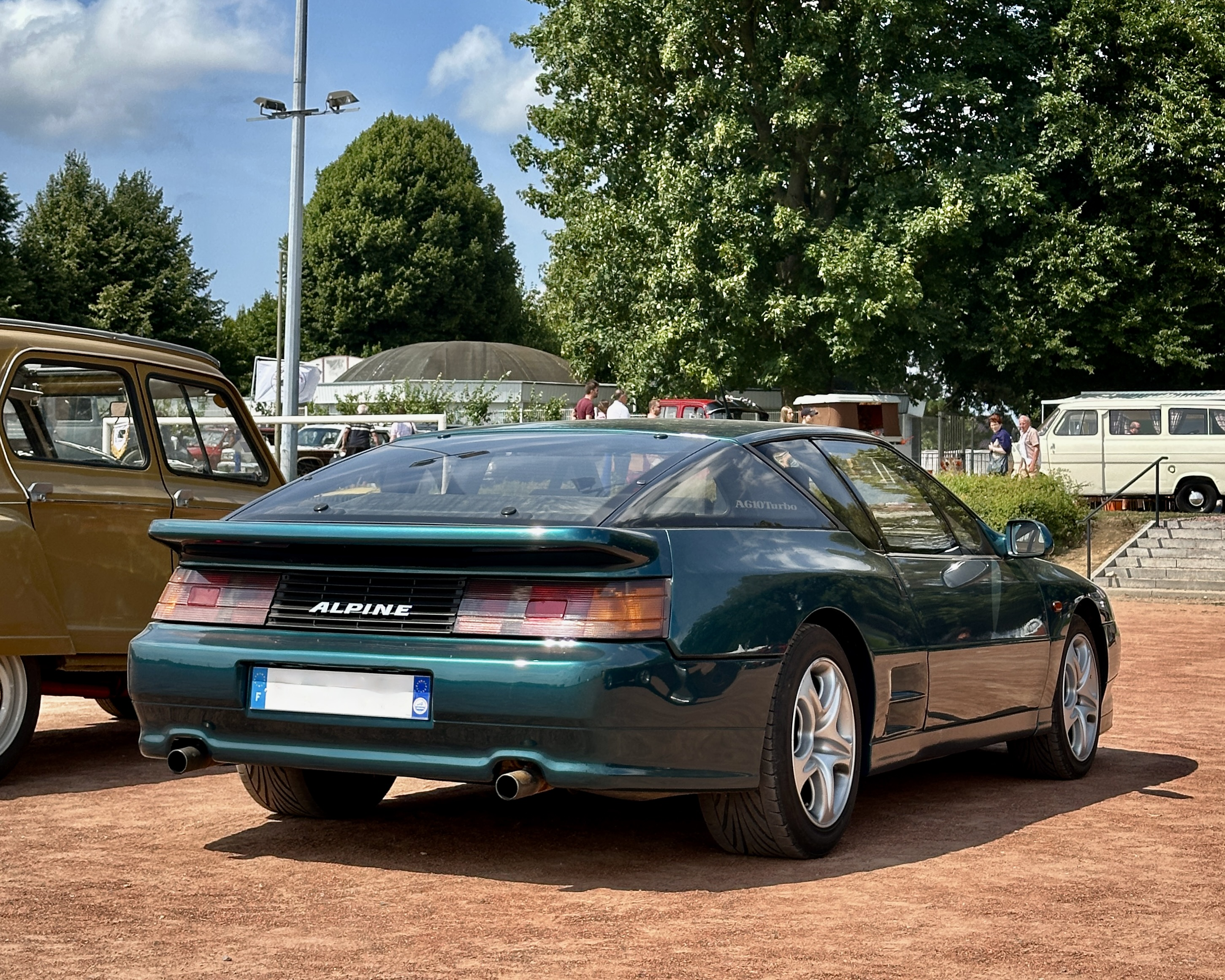
Vue arrière droite.

Par la faute d'un budget trop faible à l'origine, puis peu à peu augmenté avec l'avancement des travaux, les équipes responsables de l'A610 n'ont pu se permettre tout ce qu'ils souhaitaient. La voiture reprend donc les vitrages des GTA. Ce choix entraîne une ressemblance énorme avec le modèle précédent et interdit toute évolution stylistique marquante. L'aérodynamique continue d'être un point fort, avec une étanchéité et un écoulement de l'air soigneusement étudiés. La différence la plus marquante, ce sont les optiques fixes remplacées par les feux escamotables des GTA USA. Toutes les pièces de carrosseries sont différentes de celles des GTA, mais l'air de famille est trop évident. Les observateurs non avertis ont l'impression de voir un simple restylage.
Le résultat est toujours élégant mais plus pataud, surtout en comparaison avec les GTA Le Mans. Le bouclier plus bas et massif intègre des feux de direction, les feux longue portée et des antibrouillards. La prise d'air inférieure s'étend sur toute la largeur. Le Cx se maintient à 0,30, le SCx est de 0,54. Des prises d'air factices en bas des ailes arrière aident à différencier un peu plus les A610 des GTA. En mars 1993, la GT française adopte de nouvelles jantes de seize pouces à cinq branches de 205/45 ZR 16 à l'avant et de 245/45 ZR16 à l'arrière d'un dessin plus moderne, elles seront d'ailleurs reprises sur le Spider.

### Dimensions
| Dimensions   | Valeurs (m) |
| Longueur     | 4,415       |
| Largeur      | 1,762       |
| Hauteur      | 1,188       |
| Empattement  | 2,340       |
| Voie avant   | 1,504       |
| Voie arrière | 1,470       |

### Châssis
Châssis poutre centrale à section rectangulaire. À l'avant une structure en tôles embouties est fixée par l'intermédiaire d'un caisson transversal rigidificateur. À l'arrière une structure évasée prolonge la poutre et reçoit la boîte de vitesses et les chapelles des suspensions. Le berceau moteur se fixe à l'ensemble.
Des renforts latéraux parallèles à la poutre sont fixés à cette dernière par des profilés transversaux.
Le châssis provient directement de l'étude faite pour les GTA USA. L'investissement n'a donc pas été intégralement perdu après l'abandon de la commercialisation de la version US. Ce châssis renforcé et plus lourd sur l'avant contribuera à stabiliser la voiture à très haute vitesse (défaut des GTA). Les renforts de portes de l'US sont conservés.
La voiture est équipée de série de l'ABS et d'une direction assistée.

### Suspensions
- Avant : roues indépendantes, quadrilatères transversaux à deux triangles superposés.

Combinés ressorts hélicoïdaux et amortisseurs hydrauliques télescopiques.
- Arrière : roues indépendantes, quadrilatères transversaux à deux triangles superposés.

Combinés ressorts hélicoïdaux et amortisseurs hydrauliques télescopiques.

### Motorisations
Le moteur des Alpine A610 est le V6 PRV (Peugeot Renault Volvo) Z7X-744.
| Modèle                                                | A610 - D 503                                                                | A610 280 ch - D 503 A                                                       |
| Moteur                                                | V6 PRV 3 L, longitudinal, deux soupapes/cylindre, un ACT/rangée de cylindre | V6 PRV 3 L, longitudinal, deux soupapes/cylindre, un ACT/rangée de cylindre |
| Cylindrée (cm3)                                       | 2 975 (mars 1993 : 2 963)                                                   | 2 963                                                                       |
| Rapport volumétrique                                  | 7,6 : 1                                                                     | 7,6 : 1                                                                     |
| Puissance maxi (ch à tr/min)                          | 250 à 5 750                                                                 | 280 à env. 6 000                                                            |
| Couple maxi (mkg à tr/min)                            | 35,7 à 2 900                                                                | 42,0 à env. 3 000                                                           |
| Catalyse                                              | oui, trois voies                                                            | oui, trois voies                                                            |
| Type de carburant                                     | RON 95 ou SP98                                                              | RON 95 ou SP98                                                              |
| Carburation                                           | injection électronique intégrale                                            | injection électronique intégrale                                            |
| Alimentation en air                                   | suralimentation par turbo Garrett T3 (0,766 bar)                            | suralimentation par turbo Garrett T3 (env. 0,766 bar)                       |
| Kilomètre DA (s)                                      | 24,9                                                                        | -                                                                           |
| 0 à 100 km/h (s)                                      | 5,7                                                                         | 5,5                                                                         |
| Vitesse maxi (km/h)                                   | 265                                                                         | env. 290                                                                    |
| Consommation (L/100 km) 90 km/h 120 km/h Cycle urbain | 7,30 9,20 14,70                                                             | -                                                                           |
| Capacité du réservoir (L)                             | 80                                                                          | 80                                                                          |
| Aérodynamisme Cx SCx                                  | 0,30 0,54                                                                   | 0,30 0,54                                                                   |

## Performances
Le manque de stabilité des GTA était le principal défaut à corriger. Le poids transféré sur le train avant permet de corriger cela : châssis renforcé à l'avant issu des GTA USA, réservoir passant de 72 à 80 litres, optiques escamotables plus lourdes que les feux classiques, batterie installée derrière le bouclier avant, roue de secours transférée du compartiment moteur au coffre avant. Le bouclier avant amplifie l'appui aérodynamique. L'équilibre des masses s'établit à 43 % (605 kg) sur l'avant et 57 % (815 kg) sur l'arrière. Ce qui donne un rapport poids/puissance de 5,68 kg/ch. La sensibilité au vent latéral est diminuée par rapport aux GTA.
La vitesse de pointe est de 265 km/h, elle est permise par l'aérodynamisme soigné. Ainsi, seulement 250 ch sont nécessaires pour atteindre cette vitesse (malgré un embonpoint de 210 kg par rapport à la GTA). Le moteur et le comportement routier font oublier les GTA. En mars 1993, la cylindrée de 2 975 cm3 du PRV perd 12 cm3 par une réduction de la course (72,3 mm), elle passe à 2 963 cm3 afin d'être homologuée dans certains pays étrangers (la Suisse surtout).

## Aménagement intérieur
Elle est équipée en série d'une climatisation et d'un autoradio Pioneer 4 × 25 W à commandes au volant. La sellerie est en velours de qualité. Le lecteur CD et la sellerie en cuir sont optionnels.
Points très critiqués sur les GTA, le style de la planche de bord, ainsi que les matériaux utilisés ont beaucoup progressé. La forme du combiné des instruments a été adoucie, mais les limites du budget ont empêché sa refonte totale,.
L'ergonomie reste satisfaisante, et l'habitabilité plus que bonne pour un coupé à moteur arrière. Les quatre occupants trouvent leurs aises sans difficulté. Le petit coffre des GTA a disparu à l'avant, remplacé par la roue de secours. Le silence intérieur est exceptionnel pour une voiture de sport.
Pour le millésime 1994, Alpine proposa un service de personnalisation de l'intérieur. Cette initiative n'eut aucun succès.

## Chiffres de production
Les ventes se sont très vite effondrées dès la deuxième année de commercialisation. Les chiffres atteindront des niveaux très faibles. Personne chez Renault ou Alpine ne pensait que la situation deviendrait aussi catastrophique.
| Modèle | A610 | A610 Albertville 92 | A610 Magny-Cours | Total |
| 1990   | 2    |                     |                  | 2     |
| 1991   | 484  | 2                   |                  | 486   |
| 1992   | 219  |                     | 31               | 250   |
| 1993   | 36   |                     |                  | 36    |
| 1994   | 30   |                     |                  | 30    |
| 1995   | 14   |                     |                  | 14    |
| Total  | 785  | 2                   | 31               | 818   |

## Évolutions non retenues
Deux évolutions intéressantes furent envisagées mais n'atteignirent pas le stade de la commercialisation :
- A610 cabriolet : un prototype roulant est conçu par le BEREX (Bureau d'Étude et de Recherches EXploratoires). Il permet de visualiser le style. La capote composée d'arceaux soudés et non articulés n'est pas fonctionnelle. Elle ne peut se replier et est donc installée comme un hard-top. Le style est harmonieux et élégant. Cependant les ventes dramatiquement basses du coupé entraînent l'abandon de son étude ;
- A610 280 ch : en septembre 1993, afin de relancer les ventes de l'A610, une évolution encore plus puissante est étudiée. Elle est dotée des ailes élargies empruntées à la GTA Le Mans et d'un aileron additionnel. La puissance est augmentée par des modifications légères : augmentation de la pression de suralimentation, nouvelle puce de calculateur. L'homologation aurait malheureusement été trop coûteuse pour être économiquement viable.

## Raisons d'un insuccès
Trois défauts peuvent être responsables de la mévente de cette automobile :
- contrairement aux GTA plutôt bon marché, la A610 est assez onéreuse : 400 000 FRF, prix très élevé pour une Alpine. Elle s'approche d'une Porsche 911 ;
- il est aussi reproché à Renault d'avoir laissé se dégrader l'image Alpine ;
- le style, trop proche des GTA.

## Compétition
Des Alpine A610 ont été engagées dans le championnat BPR Series au cours de l'année 1996.